# Kolonie 5. května
Kolonie 5. května (německy Schafferbergsiedlung) je část města Broumova v okrese Náchod. Nachází se na jihu Broumova. V roce 2009 zde bylo evidováno 58 adres. V roce 2001 zde trvale žilo 271 obyvatel.
Kolonie 5. května leží v katastrálním území Broumov o výměře 3,05 km².